# Coucal goliath
Centropus goliath
Espèce
Statut de conservation UICN

 LC  : Préoccupation mineure
Le Coucal goliath (Centropus goliath) est une espèce d'oiseaux de la famille des Cuculidae. C'est une espèce monotypique.
Cet oiseau peuple les Moluques du Nord.